# Kléber (vonat)
Az Kléber egy francia belföldi vasúti Trans-Europ-Express járat volt Paris-Est és Strasbourg-Ville állomások között. A vonat mindkét irányba naponta közlekedett, csak első osztályú kocsikkal. Nevét Jean-Baptiste Kléber strasbourgi születésű franciáról kapta, aki a forradalmi és a napóleoni háborúk idején volt tábornok.

## Útvonal
A Kléber járat az 502 km hosszúságú Párizs–Strasbourg-vasútvonalon közlekedett, egy köztes megállóval.
| TEE 61 | Ország        | Állomás          | km  | TEE 60 |
| ------ | ------------- | ---------------- | --- | ------ |
| 17:21  | Franciaország | Paris-Est        | 0   | 11:42  |
| 19:56  | Franciaország | Nancy-Ville      |     | 09:04  |
| 21:09  | Franciaország | Strasbourg-Ville | 504 | 07:50  |

## Története
A Kléber 1971. május 23-án indult el. Kezdetben 07:50-kor TEE 60 néven indult Strasbourgból és 11:40-kor érkezett Párizsba. A visszaút, a TEE 61, 17:20-kor indult Párizsból, 21:10-kor ért Strasbourgba.
Az 1973/74-es téli menetrend és az 1980/81-es megfelelője között a vonat 15 perccel később haladt mindkét irányban.
1982. szeptember 26-án a reggeli TEE 60 szolgáltatás megszűnt. Nevét áthelyezték az esti TEE 62 Strasbourg–Párizs járatra, amely korábban a TEE Stanislas volt. Ez utóbbi a Rapide Stanislas lett, megtartva ugyanezt a késő reggeli indulási idejét Párizsból, és átvette Kléber reggeli menetrendjét Strasbourgból.
A Klébernek (egykori TEE Stanislas) átnevezett TEE 62 17:10-kor indult Strasbourgból, és 21:00-kor érkezett Párizsba.
A TEE 62 / TEE 61 külön vonatoként 1988. szeptember 23-án szűnt meg, amikor egy nemzetközi vonatba integrálták őket Párizs és a németországi Stuttgart Hauptbahnhof között.